# Mark McArthur
Mark McArthur (* 16. November 1975 in Toronto, Ontario) ist ein ehemaliger kanadischer Eishockeytorwart, der zuletzt in der Saison 2009/10 beim SC Riessersee in der 2. Eishockey-Bundesliga spielte.

## Karriere
Mark McArthur spielte in der Spielzeit 1991/92 bei den Peterborough Jr. Petes in der Central Ontario Junior Hockey League (COJHL). Nach einer Spielzeit bei den Petes wechselte McArthur zu Guelph Storm, wo er in der Saison 1994/95 zusammen mit Andy Adams die Dave Pinkney Trophy für den niedrigsten Gegentorschnitt in der OHL-Saison erhielt. McArthur wurde 1994 im NHL Entry Draft in der 5. Runde an 112. Position von den New York Islanders gedraftet. Zur Saison 1995/96 wechselte er zu den Utah Grizzlies, wo er zunächst für drei Saisons spielte. In der Saison 1998/99 absolvierte McArthur ein Spiel für die Utah Grizzlies, in dem er fünf Gegentore kassierte. Die weitere Saison 1998/99 verbrachte McArthur für ein Jahr bei den Lowell Lock Monsters. Die Saison 1999/2000 spielte McArthur für den österreichischen Verein VEU Feldkirch. Zur Saison 2000/01 verschlug es den Torhüter dann nach Großbritannien, genauer gesagt nach Guildford zu den Guildford Flames, für welche er zwei Spielzeiten bestritt, um dann wieder nach Feldkirch zurückzukehren.
Nach den Saisons 2002/03 und 2003/04 wechselte er dann für eine Spielzeit in die USA zu den Kansas City Outlaws. In dieser Saison spielte McArthur noch in den Niederlanden bei den Amsterdam Bulldogs, mit welchen er 2004 Niederländischer Meister wurde. Nach dieser Saison wechselte McArthur dann nach Süddeutschland zum 10-fachen Deutschen Eishockeymeister SC Riessersee in die 2. Eishockey-Bundesliga. Dort stand er für ganze fünf Saisons zwischen den Pfosten. Als der SC Riessersee in der Saison 2009/10 schon in den Pre-Play-offs am ESV Kaufbeuren scheiterte und das Loch in der Vereinskasse immer größer wurde, war für den SCR nur noch ein Abstieg in die Oberliga möglich. Für den Publikumsliebling Mark McArthur bedeutete dies das Aus beim SC Riessersee, da in der Oberliga ausländische Torhüter nicht spielberechtigt sind und ihm für einen deutschen Pass noch zwei Jahre fehlten.
McArthur stand bei allen bisher gespielten ESBG-Allstar-Games (2006, 2007, 2008) im Kader des Teams United Nations.

## Erfolge und Auszeichnungen
- 1994/95 Dave Pinkney Trophy (gemeinsam mit Andy Adams)
- 1995/96 James Norris Memorial Trophy (gemeinsam mit Tommy Salo)
- 2000/01 Meister der British National League und der Playoffs mit den Guildford Flames
- 2004/05 Niederländischer Meister und Pokalsieger mit den Amsterdam Bulldogs und bester Torhüter der Liga
- 2006/07 Aufstieg in die 2. Eishockey-Bundesliga mit dem SC Riessersee

## Karrierestatistik
(Legende zur Torhüterstatistik: GP oder Sp = Spiele insgesamt; W oder S = Siege; L oder N = Niederlagen; T oder U oder OT = Unentschieden oder Overtime- bzw. Shootout-Niederlage; Min. = Minuten; SOG oder SaT = Schüsse aufs Tor; GA oder GT = Gegentore; SO = Shutouts; GAA oder GTS = Gegentorschnitt; Sv% oder SVS% = Fangquote; EN = Empty Net Goal; 1 Play-downs/Relegation; Kursiv: Statistik nicht vollständig)